# The Wharf
The Wharf (Holdings) Limited (chinesisch 九龍倉集團 / 九龙仓集团, Pinyin jiǔlóng cāng jítuán, kurz: 九倉 / 九仓) oder kurz The Wharf ist ein Mischkonzern aus China mit Firmensitz in Hongkong. Es ist an der Börse Hongkong (HKSE) notiert und in dessen Aktienindex Hang Seng Index enthalten.

## Geschichte

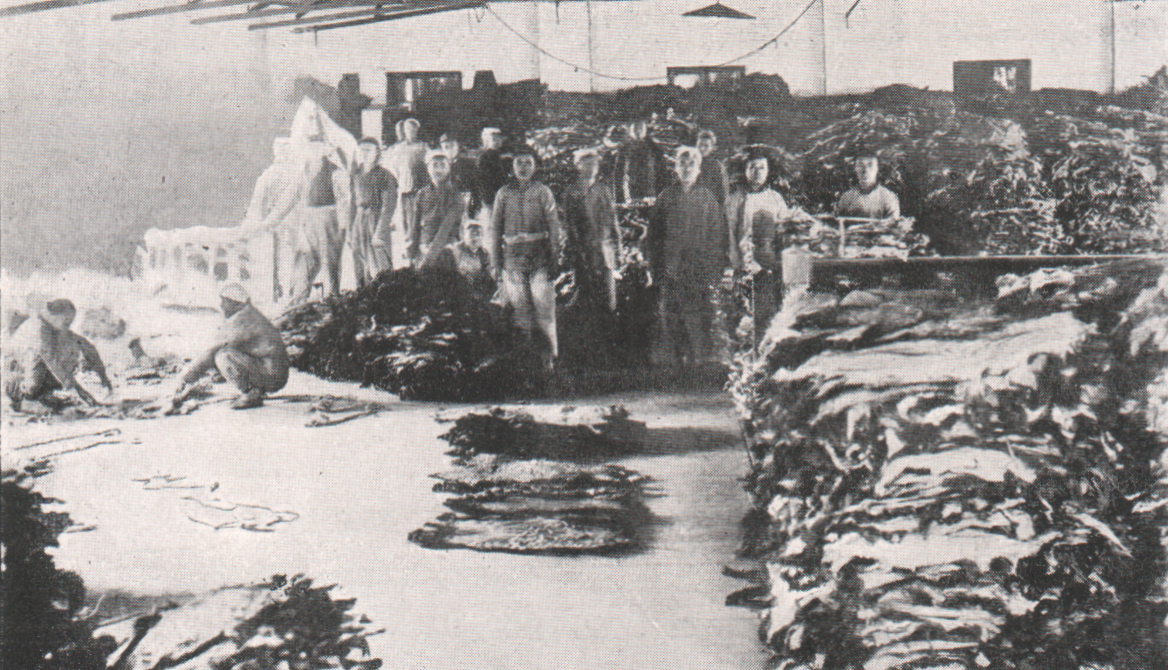
Fell-Lager der Godown Company (vor 1912)

The Wharf wurde 1886 in Hongkong auf Initiative von Sir Catchick Paul Chater und Jardine Matheson unter dem Firmennamen The Hongkong and Kowloon Wharf and Godown Company, Limited (chin. 香港九龍碼頭及貨倉有限公司 / 香港九龙码头及货仓有限公司, kurz: 九龍倉 / 九龙仓) gegründet. Von Jardine Matheson beherrscht, betrieb das Unternehmen lange Zeit Werften und Warenhäuser im Hafen von Hongkong.
Als Jardine 1980 seine Beteiligung an The Hongkong and Kowloon Wharf and Godown Company verkaufte, gelangte das Unternehmen unter die Kontrolle des Hongkonger Großreeders Sir Yue-Kong Pao, der es geschäftlich neu ausrichtete und ihm 1986 in den gegenwärtigen Namen The Wharf (Holdings) Limited gab.
Außerdem brachte er seine Beteiligung in den ebenfalls von ihm beherrschten Mischkonzern Wheelock and Company ein, der noch heute 48 % des Aktienkapitals von The Wharf hält.

## The Wharf heute
Heute bilden die Entwicklung und der Betrieb von Wohn- und Gewerbeimmobilien den Kern des Unternehmens. In Hongkong stellen die Harbour City und der Times Square die größten Immobilieninvestments des Unternehmens dar. The Wharf investiert außerdem noch im wachsenden Umfang in Immobilien in der Volksrepublik China, um dort von dem Trend zur Verstädterung zu profitieren.
Außerhalb des Immobilienbereichs besitzt das Unternehmen die Hotelkette „Marco Polo Hotels“, den Hafenbetreiber „Modern Terminals“ und zwei Unternehmen im Transportsektor: die „Hong Kong Tramway“ und die „Star Ferry“. Zudem gehören zu The Wharf das Medienunternehmen i-CABLE Communications und die Telekommunikationsfirma Wharf T&T.
Die Tochtergesellschaft Wharf Limited auf den Bahamas wurde am 5. Mai 2006 gegründet.